# الجمعية السعودية للأورام
الجمعية السعودية للأورام جمعية علمية سعودية غير ربحية تأسست عام 2007، مقرها الرئيسي مدينة الرياض ولها فروع في الخبر (مدينة), جدة وأبها.
تهدف الجمعية تحسين الرعاية والوقاية من السرطان وكذلك التأكد من أن جميع مرضى السرطان يتلقون رعاية صحية على أعلى درجة من الجودة، إضافة إلى تنمية الفكر العلمي المهني في مجال الأورام وتطوير الأداء العلمي والمهني لأعضاء الجمعية. يرأس مجلس إدارة الجمعية د. عصام محمد المرشد.

## روابط خارجية
الموقع الرسمي للجمعية السعودية للأورام